# ひとりぼっちのデュエット
「ひとりぼっちのデュエット」は、1986年11月にリリースされた夢工場（現・The Blimp Club）のセカンド・シングルである。

## 解説
- フジテレビ系列で放映された、アニメ番組『タッチ』の第4期（第80～93話）オープニングテーマ曲である。
- B面の「君をとばした午後」は『タッチ』の第4期（第80～101話・最終回）はエンディングテーマ曲となった。
- 1986年11月27日、TBSテレビ「ザ・ベストテン」へ「今週のスポットライト」コーナーで唯一の同番組出演を果たした。

## 収録曲
1. ひとりぼっちのデュエット
  - 作詞：売野雅勇／作曲・編曲：芹澤廣明
2. 君をとばした午後
  - 作詞：高柳恋／作曲・編曲：後藤次利